# Tihožitje – Ivan Lovrenčić
Tihožitje – Ivan Lovrenčić, hrvatski dokumentarni film redatelja i scenarista Stanka Špoljarića o slikaru Ivanu Lovrenčiću iz 2008. godine.
Djelo je životopisni film o slikaru Ivanu Lovrenčiću. Autentične lokacije u svezi s Lovrenčićevim životom bile su mjesto snimanja, od Grožnjana preko Trškog Vrha, Svetog Križa Začretja i Zagreba. Kroz Lovrenčićeva djela i privatne arhivske materijale iz njegova života ispripovijedana je topla obiteljska priča.